# Auguste Capelier
Pour les articles homonymes, voir Capelier.
Auguste Capelier, né le 2 avril 1905 à Paris où il est mort le 4 mai 1977, est un architecte décorateur français de cinéma.

## Biographie
Auguste Capelier commence sa carrière dans le bâtiment, avant de devenir dessinateur et journaliste. Il se lance dans le cinéma en 1940 dans les Studios de la Victorine à Nice. Il collabore avec des décorateurs tels que Georges Wakhévitch ou Trauner. Par la suite il travaille pour des co-productions internationales en France. Son épouse Margot Capelier était directrice de casting et régisseuse générale de production.

## Filmographie partielle
- 1941 : Mélodie pour toi de Willy Rozier
- 1942 : L'assassin a peur la nuit de Jean Delannoy
- 1942 : La Belle Aventure de Marc Allégret
- 1943 : Le soleil a toujours raison de Pierre Billon
- 1944 : Les Petites du quai aux fleurs de Marc Allégret
- 1945 : Jéricho d'Henri Calef
- 1945 : Félicie Nanteuil de Marc Allégret
- 1945 : Mademoiselle X de Pierre Billon
- 1945 : L'Extravagante Mission d'Henri Calef
- 1946 : Voyage Surprise de Pierre Prévert
- 1946 : Messieurs Ludovic de Jean-Paul Le Chanois
- 1949 : La Marie du port de Marcel Carné
- 1950 : Manèges d'Yves Allégret
- 1953 : Les Orgueilleux d'Yves Allégret
- 1953 : Un acte d'amour d'Anatole Litvak
- 1954 : Du rififi chez les hommes de Jules Dassin
- 1956 : La Meilleure Part d'Yves Allégret
- 1956 : En effeuillant la marguerite de Marc Allégret
- 1958 : Sois belle et tais-toi de Marc Allégret
- 1960 : Les Yeux sans visage de Georges Franju
- 1965 : Lady L. de Peter Ustinov
- 1970 : Hello-Goodbye de Jean Negulesco
- 1970 : Las Vegas, un couple de George Stevens